# Hallands Väderö fyr
Hallands Väderö fyr är en fyr på nordvästra delen av Hallands Väderö i Kattegatt.
Fyrplatsen anlades 1884 och fick en 13 meter hög fyr av järn. Den   tillverkades på Ludvigsbergs Mekaniska Verkstad i Stockholm och försågs med en fotogenlampa med tre vekar och en fresnellins av tredje storleken. Fyren tändes första gången i oktober samma år och lyste med fast sken med rött blänk.
Två bostadshus med jordkällare, vedbod och förråd byggdes cirka 250 meter från fyren åt personalen. Husen tillverkades av snickerifabriken Bark & Warburg i Göteborg.
År 1888 installerades en ångdriven siren och 1896 fick man telefonförbindelse med fastlandet. Fotogenlampan ersattes med en Luxlampa år 1909 och 1914 installerades en knallsignalapparat. Fyren släcktes under första världskriget.
Knallsignalapparaten ersattes med en tyfon 1949 och 1959 fick man elektricitet genom en kabel från fastlandet. Fyren elektrifierades och automatiserades 1964. Den avbemannades den 1 juli 1965 och fjärrstyrs sedan dess från Kullens fyrplats.
År 2010 byttes ljuskällan i fyren ut mot en LED-lampa. Den drivs med  batterier och solpaneler och klarar sig utan  ström från land. Fyren helrenoverades ut- och invändigt år 2015.
Fyren och maskinhuset ägs av Sjöfartsverket och övriga byggnader på ön av Torekovs församling. Fyrpersonalens tidigare bostäder kan hyras på sommaren.